# Pérols
Pérols – miejscowość i gmina we Francji, w regionie Oksytania, w departamencie Hérault.
Według danych na rok 1990 gminę zamieszkiwało 6595 osób, a gęstość zaludnienia wynosiła 1097 osób/km² (wśród 1545 gmin Langwedocji-Roussillon Pérols plasuje się na 41. miejscu pod względem liczby ludności, natomiast pod względem powierzchni na miejscu 965.).